# Deutonura conjuncta
Deutonura conjuncta is een springstaartensoort uit de familie van de Neanuridae. De wetenschappelijke naam van de soort is voor het eerst geldig gepubliceerd in 1926 door Stach.